# Norma Bessouet
Norma Bessouet (Buenos Aires, 15 de outubro de 1940 - Buenos Aires, 11 de junho de 2018) foi uma pintora, desenhista e gravura argentina. 

## Carreira
Ganhou um do Grande Prêmio do Salão Nacional Argentino de 1970.

## Biografia
Estudou na Escola Nacional de Belas Artes Prilidiano Pueyrredón em Buenos Aires entre 1962-67. Com frequência citou a Aída Carballo como grande influência.
Morou em vários lugares como Argentina, Espanha, Itália, viveu em Nova York entre 1981 e 2015 quando regressou a Buenos Aires definitivamente.

## Morte
Morreu em 11 de junho de 2018, aos 77 anos, em Buenos Aires.